# Macrò - Giuda uccide il venerdì
Macrò - Giuda uccide il venerdì (Giuda uccide il venerdì) è un film del 1974 diretto da Stelvio Massi.

## Trama
Maddalena, una prostituta si innamora di un ragazzo, ma il protettore di Maddalena non approva la relazione. Ma, nello stesso momento alcune prostitute sono state uccise da un serial killer.